# Fornelos de Montes
Fornelos de Montes település Spanyolországban, Pontevedra tartományban. Fornelos de Montes Pazos de Borbén, Soutomaior, Ponte Caldelas, A Lama, Avión, Covelo és Mondariz községekkel határos. Lakosainak száma 1637 fő (2024).

## Népesség
A település népessége az elmúlt években az alábbi módon változott:
| Lakosok száma | 2230 | 2092 | 2036 | 1976 | 1906 | 1784 | 1694 | 1616 | 1621 | 1637 |
|               | 2001 | 2004 | 2007 | 2009 | 2012 | 2014 | 2017 | 2019 | 2022 | 2024 |